# Apnée du prématuré
L'apnée du prématuré est un trouble respiratoire pouvant affecter les nouveau-nés prématurés, consistant en un arrêt de la respiration (une apnée) d’une durée supérieure à 20 secondes, accompagné ou non d’hypoxie ou de bradycardie.

## Types de respiration du nouveau-né
Le contrôle de la respiration est un enjeu important en néonatalogie. Les types de respiration sont distingués afin de prendre en charge ceux qui entraînent des conséquences néfastes sur les nouveau-nés prématurés.
La fréquence respiratoire normale d'un nouveau-né se situe entre 30 et 60 respirations par minute. Lorsque la fréquence de la respiration est au-dessus des valeurs normales, il s'agit d'une tachypnée et lorsqu'elle se situe en-dessous, il s'agit de bradypnée.
La respiration périodique est une variation normale de la respiration observée chez les bébés prématurés et ceux nés à terme. Elle est caractérisée par des pauses respiratoires de moins de 10 secondes, suivies d'une respiration rapide, puis d'un retour à une respiration régulière sans stimulation externe. C'est un phénomène bénin qui se produit principalement durant le sommeil et qui ne nécessite aucun traitement. Les pauses respiratoires sont normales chez les bébés nés de façon prématurée. Plus le bébé naît tôt, plus les apnées sont importantes et fréquentes.   
La pause respiratoire se définit comme un arrêt involontaire et temporaire de la respiration, qui se présente principalement au sommeil et qui n'entraîne aucune conséquence hémodynamique. Contrairement à la pause respiratoire, l’apnée du prématuré est définie comme un arrêt de la respiration pendant au moins 20 secondes et qui nécessite une stimulation chez un bébé de moins de 37 semaines de gestation. Elle peut s’accompagner d'une diminution de la fréquence cardiaque en dessous de 80 battements par minute, communément appelée une bradycardie, ou d'une diminution du taux d'oxygène dans le sang, nommée désaturation,. Elle disparaît généralement entre 36 et 37 semaines d'âge post-menstruel chez les nourrissons nés à plus de 27 semaines de gestation. Elle peut persister au-delà du terme chez les plus grands prématurés et chez ceux qui présentent d'autres conditions de santé pathologiques.    

## Mécanismes et types
Il existe deux mécanismes physiologiques importants impliqués dans le processus d'apnée du prématuré. Premièrement, l'immaturité du contrôle respiratoire se manifeste par des réponses ventilatoires altérées en raison de la prématurité. En effet, la réponse au dioxyde de carbone (CO2), qui est le principal stimulant chimique du déclenchement de la respiration, est réduite. L'incapacité à maintenir les voies aériennes supérieures ouvertes est le deuxième mécanisme impliqué dans la physiopathologie,,.    
Il existe trois types d'apnée : l'apnée centrale, qui se définit comme un arrêt total des efforts inspiratoires sans signe d’obstruction des voies respiratoires, l'apnée obstructive, où il est possible de constater des efforts respiratoires inefficaces en raison d'une obstruction quelconque, et l'apnée mixte qui s'explique par des efforts respiratoires avec une obstruction précédés ou suivis d'une apnée centrale. Le type mixte est le plus courant.

## Prévalence et facteurs de risque
La prévalence de l’apnée du prématuré est inversement proportionnelle à l’âge gestationnel, c’est-à-dire que plus le bébé naît prématurément, plus il est à risque de présenter des épisodes d’apnée. Les bébés nés avant 29 semaines de gestation sont les plus à risque de présenter des apnées. L'incidence de l'apnée chez les nourrissons nés à terme est assez faible et celle-ci doit donc être considérée comme pathologique.
Le principal facteur de risque est l’immaturité du centre de la respiration.
Les facteurs de risque secondaires comprennent entre autres les traumatismes liés à la naissance, les convulsions, les pneumonies, les maladies cardiaques congénitales, l'entérocolite nécrosante, l'anémie, l'hypoglycémie, les troubles de la thermorégulation et les infections,.

## Signes et symptômes
L’apnée du prématuré se manifeste par un rythme respiratoire instable. Les symptômes tels que la pâleur et la cyanose sont des conséquences de l'apnée. Ils résultent principalement de la durée et de la fréquence de celle-ci, et de ses éventuelles conséquences hémodynamiques telles qu'une bradycardie ou une désaturation. 
L’apnée du prématuré doit être prise en charge par une équipe médicale, mais elle n’est pas considérée comme un facteur de risque de la mort subite du nourrisson,.

## Méthodes diagnostiques
Le diagnostic d'apnée du prématuré est un diagnostic d'exclusion puisqu'il s'agit d'un symptôme qui peut être présent dans plusieurs pathologies. En effet, l'apnée peut être secondaire à d’autres conditions pathologiques et c’est pourquoi elles doivent être exclues avant de poser le diagnostic final d’apnée du prématuré,,.
Le diagnostic s'appuie donc sur les examens suivants.
| Examen                                              | Informations |
| --------------------------------------------------- | --- |
| Anamnèse maternelle                                 | Facteurs de risque, médicaments, antécédents de grossesse et d'accouchement, intolérances alimentaires de la mère |
| Examen physique du nouveau-né                       | Signes anormaux, signes d'infection                                                                               |
| Prélèvements sanguins du nouveau-né                 | Bilan septique pour détecter une infection, dépistage des troubles métaboliques                                   |
| Radiographie thoracique et abdominale du nouveau-né | Pneumonie, fuite d'air, entérocolite nécrosante                                                                   |
| Échographie crânienne du nouveau-né                 | Hémorragie intracrânienne, anomalies congénitales                                                                 |

## Traitements et interventions
Les nouveau-nés prématurés qui séjournent dans les unités de soins intensifs néonatales sont surveillés en permanence par un moniteur cardiorespiratoire. Celui-ci permet d'évaluer la fréquence cardiaque, la fréquence respiratoire et la saturation en oxygène. Il s'agit de trois électrodes collées sur le thorax et d'un capteur de saturation installé à la main ou au pied du bébé et qui ne lui cause aucune douleur.
L’élévation de la tête du bébé jusqu’à ce qu’il atteigne le terme gestationnel permet de diminuer les apnées, les bradycardies et les hypoxies qui y sont associées. De plus, des études ont démontré que la méthode kangourou diminuait les épisodes d'apnée et de bradycardie chez les nouveau-nés prématurés.
Un support respiratoire approprié à l’état clinique du nouveau-né permet de limiter les obstructions qui pourraient causer les apnées et ainsi réduire la durée et la sévérité de celles-ci. La ventilation en pression positive continue des voies respiratoires nasales (nCPAP) combinée à la pharmacologie est généralement le traitement de choix pour l'apnée du prématuré,.
La caféine (méthylxanthine) stimule le centre de la respiration et elle améliore la contraction des muscles respiratoires. Ce médicament est généralement bien toléré, mais il peut entraîner une accélération des battements du cœur, de l’agitation et une irritation digestive. Son utilisation est recommandée pour tous les nourrissons nés avant 28 semaines de gestation et elle est fréquemment utilisée de façon préventive chez ces nourrissons,,. Il faut considérer l’arrêt pharmacologique de la caféine vers l'âge post-menstruel de 34 semaines ou lorsque le nourrisson ne présente plus d’apnée durant une période de 5 à 7 jours. Idéalement, cela doit être fait au minimum deux semaines avant le congé de l’hôpital afin de s’assurer de la réussite du sevrage de la médication. Cela signifie que si le bébé demeure asymptomatique durant 5 à 7 jours après l’arrêt de la médication, il a atteint une maturité suffisante pour ne plus présenter de périodes d’apnée,,.
En période néonatale, les grands prématurés nés principalement avant 28 semaines de gestation peuvent souffrir d’anémie, ce qui augmente le risque d’apnée et de bradycardie. Une transfusion de globules rouges peut donc s’avérer nécessaire pour améliorer l’état clinique du nourrisson. Cependant, les seuils et les indications exactes de la transfusion de globules rouges chez les nouveau-nés prématurés demeurent controversés,.

## Suivi
Il est important de surveiller étroitement la fréquence des apnées durant l’hospitalisation. L'apnée du prématuré disparaît généralement entre 36 et 40 semaines d'âge post-menstruel, même si elle peut persister légèrement au-delà de cette période selon la condition clinique de l'enfant. La surveillance systématique à la maison n'est donc pas indiquée puisque les professionnels de la santé s'assurent que l'état du bébé est stable avant son départ. En effet, les nourrissons prématurés sont prêts à quitter l’hôpital lorsqu’ils ont atteint une certaine maturité physiologique et qu’ils sont stables médicalement. Cela inclut entre autres une stabilité de la température corporelle, une prise de poids adéquate, une absence d’apnée et de bradycardie durant une période de temps déterminée par l'équipe médicale et une alimentation adéquate au sein ou au biberon. Avant le congé, l’équipe médicale effectue à nouveau une évaluation clinique complète du nourrisson afin d’assurer un départ sécuritaire. Elle prend également en considération la famille en s’assurant que celle-ci est prête psychologiquement et qu’elle a reçu tout l’enseignement nécessaire. 